# Ezzouhour (delegación)
Ezzouhour es una delegación de la gobernación de Kasserine en Túnez. En abril de 2014 tenía una población censada de 21 819 habitantes.
Se encuentra ubicada en el centro-oeste del país, cerca del Djebel Chambi —la montaña más alta del país, con 1544 m— y de la frontera con Argelia.